# 初春 (初春型駆逐艦)
初春（はつはる）は、日本海軍の初春型駆逐艦1番艦である。日本海軍の艦船名としては1907年（明治40年)竣工の神風型駆逐艦「初春」に続いて2隻目。日本の駆逐艦として初めて魚雷の次発装填装置を搭載した。1944年（昭和19年）11月、マニラ湾で米軍機の空襲を受け沈没した。

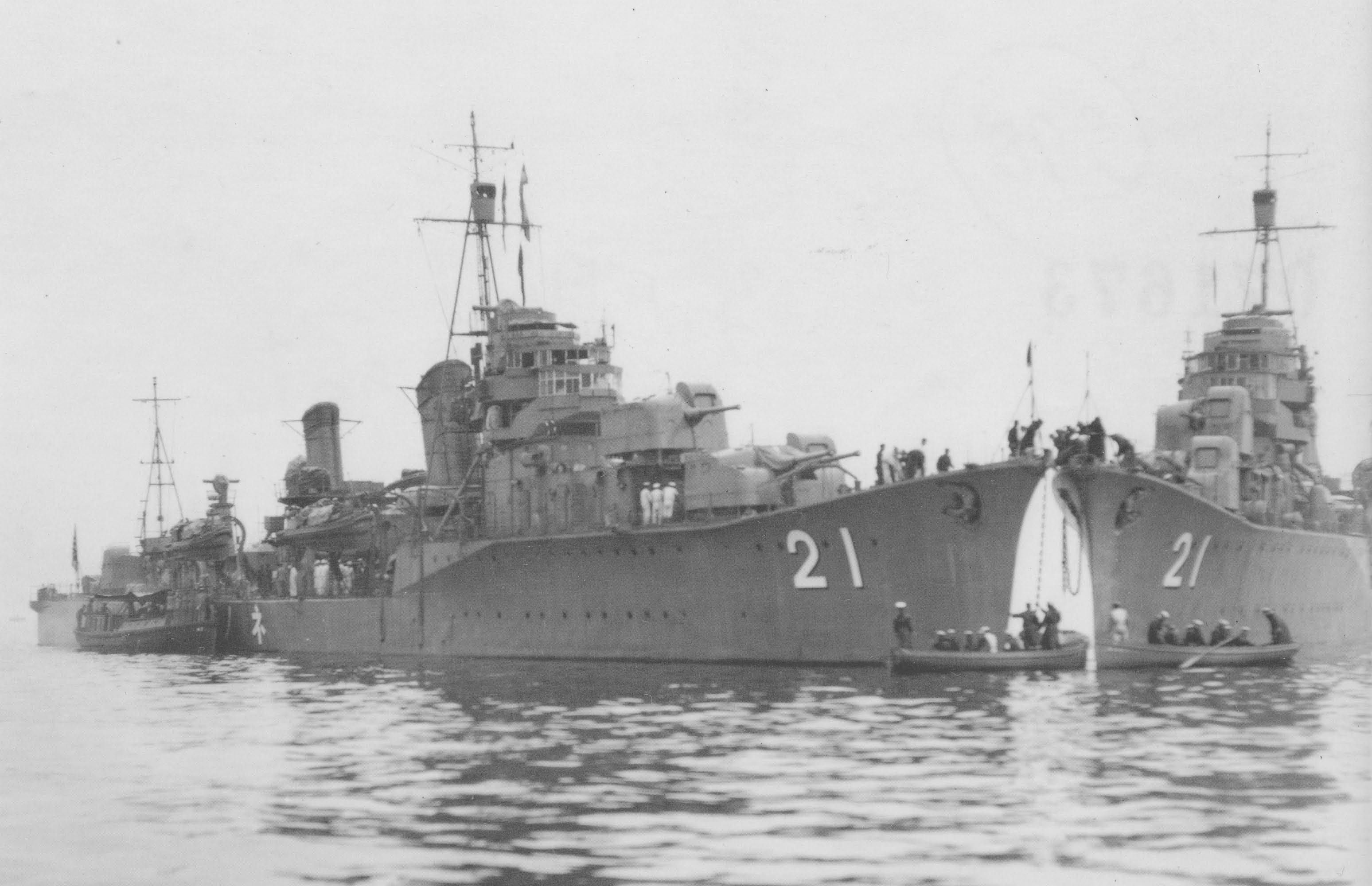
大改装前の子日と初春

## 艦歴

### 建造から太平洋戦争開戦まで
1921年（大正10年）のワシントン軍縮条約で大型艦の建造が制限された日本海軍は大型・重武装の補助艦艇の充実を図り、1928年（昭和3年）から基準排水量1680トンの吹雪型駆逐艦を就役させ、量産した。欧米列強は日本の造船技術力を警戒し1930年（昭和5年）のロンドン海軍軍縮会議で新たに1,500トンを超える艦に保有制限を設けたが、新条約で補助艦艇の制限を想定していた日本海軍は1400トン級で吹雪型に匹敵する軽量・重武装の新駆逐艦の建造を計画し、藤本喜久雄造船大佐が設計を担当した。これが初春型である。1931年（昭和6年）5月14日、仮称第59号駆逐艦として佐世保工廠で起工。1932年（昭和7年）8月1日、初春型駆逐艦3隻に初春、子日、若葉の艦名が与えられ、初春は1933年（昭和8年）2月27日に進水した。
しかし8月、重兵装と軽量化が災いして公試運転中に復原性能が著しく低いことが判明した。初春は9月30日、2番艦子日と同日に竣工し、いったん海軍に引き渡した上で、復原性能を回復させるバルジの増設工事を行った。
ところが1934年（昭和9年）3月に友鶴事件が発生し、バルジ増設後も初春と子日の復原性能が不十分と判明した。このため両艦は2番主砲を撤去して後部に移すなど、大規模な上部構造の改装工事が行われた。9月27日に4番艦初霜、10月31日に3番艦若葉が竣工、第21駆逐隊に同型1-4番艦がそろったが、初春型の量産は打ち切られた。さらに1935年（昭和10年）9月の第四艦隊事件が発生したため船体を補強する大規模な工事が行われた。この結果、最大速力が3ノット低下したが、ようやく水雷戦隊で活動可能な性能を整えた。
1940年（昭和15年）9月27日、牧野担少佐が艦長に就任した。難産の末に誕生した初春型6隻は、1941年（昭和16年）12月8日の太平洋戦争開戦時は前線任務から外れ、いずれも第一艦隊・第一水雷戦隊に所属して内海に待機した。しかしすぐに激戦地に投入され、戦争末期まで活躍した。

### 開戦、北方戦線での損傷
開戦を内海で迎えた第21駆逐隊（初春、子日、若葉、初霜）は12月21日、第27駆逐隊（時雨、白露、有明、夕暮）と共に真珠湾攻撃を終えた第一航空艦隊と父島沖で合流、内海まで護衛した。1942年（昭和17年）1月、輸送船団の護衛を命じられダバオに入港した。1月24日、第一根拠地部隊（久保九次少将）の指揮でスラウェシ島ケンダリの攻略作戦が実施された。第21駆逐隊は増援として後からケンダリに向かったが、25日朝に初春が21ノットで航行中、第一根拠地部隊旗艦の軽巡長良の右舷中央部に衝突した。初春は第一砲塔から前部が壊れ、長良の損傷は軽かったが重傷者2名を出した。初春は若葉と子日に護衛されてダバオに戻り、前線任務から外れた。
5月20日に第二十一駆逐隊は北方部隊に編入され、軽巡洋艦「阿武隈」などとともにAQ攻略部隊（AQはアッツ）としてAL作戦（西部アリューシャン攻略作戦）に参加した。AQ攻略部隊は5月29日に川内湾を出撃。6月7日夜にアッツ島ホルツ湾外に到着し、8日には同島のチチャゴフを占領した。「阿武隈」および第二十一駆逐隊（「子日」除く）は6月10日にアッツ島を離れた。「子日」を除く第二十一駆逐隊は6月13日にAOB攻略部隊（AOBはキスカ）に編入され、同日キスカ島到着。6月22日、第二十一駆逐隊はアガッツ島で水上機部隊（「神川丸」、「君川丸」ほか）と合流。7月5日に「初春」と「若葉」はキスカ島へ向かい、7日に到着した。7月10日、「阿武隈」、第六、第二十一駆逐隊で護衛隊が編成された。「初春」は水上戦闘機や特殊潜航艇などをキスカ島へ運んできた水上機母艦「千代田」を護衛して7月12日にキスカ島を出港。豊後水道で「千代田」と別れ、7月21日に横須賀に入港した。
8月4日に「初春」と「阿武隈」は横須賀を出港し、8月6日に大湊に到着。8月7日、「初春」はキスカでアメリカ潜水艦の攻撃で損傷した駆逐艦「不知火」の回航時の護衛のためキスカ島へ向け出港。しかし、8月8日にアメリカ艦隊がキスカ島を砲撃し、北方部隊指揮官は第一水雷戦隊などに加熊別湾進出を命じた。「初春」は8月10日に加熊別湾に到着。8月12日、加熊別湾に集結した艦隊（主隊、護衛隊）は出撃した。しかし、同日日本の本土東方で不時着水偵を発見したとの報告があり、連合艦隊はアメリカ機動部隊出現と判断。北方部隊の主隊、護衛隊も南下して索敵に従事することとなった。しかし、結局なにも発見されず、北方部隊の主隊、護衛隊は8月16日に大湊に入港した。水偵発見は誤報であったものと思われる。
8月25日、ラバウル進出を命じられた「富士山丸」を護衛して大湊を出港。8月28日にアトカ島東部のナザン湾に敵巡洋艦等発見の報告があり、8月29日に北方部隊の主隊などが大湊を出港したが、台風のため加熊別湾に入泊。「富士山丸」護衛中の「初春」は加熊別湾への進出を命じられた。9月3日には今度は「呂号第六十二潜水艦」が巡洋艦等の発見を報告し、主隊などは再び出撃。「初春」も9月8日に加熊別湾を出港して主隊に合流したが、陸軍のアッツ島からキスカ島への移駐協力のため9月11日に分離され片岡湾経由でアッツ島へ向かった。途中から越冬資材を運ぶ「日遼丸」を護衛して9月15日にキスカ島に着いたものの移駐に「春風」は不要となり、翌日「射水丸」を護衛して出港し、大湊に帰着した。監視艇からの敵味方不明の飛行機発見の報告を受けて9月30日に主隊および護衛隊（「春風」を含む）は大湊から出撃するも、特に何もなかった。
「初春」は駆逐艦「朧」とともにキスカ島への弾薬等の輸送を行うこととなり、「初春」は10月6日に大湊を出港して横須賀へ向かった。10月11日、「初春」と「朧」はキスカ島へ向け横須賀を出港。10月17日、北緯52度17分 東経178度08分 / 北緯52.283度 東経178.133度の地点（またはキスカ島の31度9浬）でアメリカ陸軍航空軍のB-26爆撃機6機の攻撃により「朧」は撃沈され、「初春」も損傷した。「初春」は後部爆雷投射機付近に被弾し輸送弾薬が誘爆。2、3番砲塔が使用不可能となったが、主機械には被害が無く1番砲塔と40mm機銃で応戦した。「初春」は戦死者2名、負傷者14名を出し、また「朧」生存者17名（「朧」駆逐艦長山名寛雄少佐を含む）を収容した。アメリカ側は1機が撃墜されている。「初春」は幌筵島へ向かったが、その途中の10月20日に悪天候で両舷の推進軸が折れ航行不能となった。「初春」との合同を命じられていた駆逐艦「若葉」が同日合同し、「初春」を曳航。10月21日からは駆逐艦「初霜」に護衛され10月25日に幌筵島加熊別湾に着いた。その後は給炭艦「室戸」に曳航され、11月6日に舞鶴に到着した。
ほぼ１年がかりの大修理は、同時に2番砲塔を撤去して25mm連装機銃と三連装機銃を増設、九一式水中探信儀の九三式への換装、22号電探と九三式水中聴音機の装備、更に爆雷兵装の増強工事なども並行して進められた。この間、初春が救出した山名少佐が11月から6か月間、兼務艦長を務めた。12月3日、海軍は横須賀海軍工廠に入渠中の駆逐艦電の修理を優先させるため、初春の砲身を除く1番砲塔を横須賀に送るよう命じた。1943年（昭和18年）6月21日、寒冷地での行動用に重油タンクと重油管に過熱管を装備する工事が命じられた。修理と整備は同年12月17日に完了する予定だったが、海軍は8月に他の駆逐艦と共に修理を急ぐよう督促し、日程を繰り上げて10月2日、修理が完了。同日、舞鶴から出撃した。その後はシンガポール、トラック島、千島などで護送任務についた。
1944年（昭和19年）3月から北海道方面で活動。6月から硫黄島輸送作戦に従事した。8月5日、駆逐隊司令に石井汞中佐が就任した。10月1日、大熊安之助少佐が艦長に就いた。

### 沈没
10月15日、第21駆逐隊（初春、若葉、初霜）が所属する第五艦隊（志摩清英中将)は、捷一号作戦発動に伴い第二遊撃部隊として台湾への進出を命じられ、20日に馬公に到着した。21日、第21駆逐隊は第二航空艦隊（第六基地航空部隊）の要請で高雄からマニラへの輸送任務を命じられ、第二遊撃部隊と分かれた。輸送任務の終了後、ミンドロ島東を南下しミンダナオ島入口で第二遊撃部隊との合流を計画した。
しかし10月24日午前8-9時、第21駆逐隊は米空母艦載機約20の空襲を受けた。この戦闘で若葉がパナイ島西方で沈没し、昼前には初霜も被弾、初春は戦死者2名、重軽傷者19名を出した。初春と初霜は第二遊撃部隊との合流を諦めてミンドロ島西側を北上し、25日午前4時にマニラへ帰投した。この結果、初春と初霜は同日未明に行われたスリガオ海峡での海戦に参加せず生還を果たした。
レイテ沖海戦で行動可能な艦艇を多数喪失した日本海軍は、初春と初霜をフィリピンの陸上兵力に輸送する多号作戦に投入した。10月31日、第二次輸送部隊（木村昌福少将）に駆逐艦6隻（初春、初霜、霞、沖波、曙、潮）で警戒部隊を編制、船団を護衛しレイテ島西岸オルモックへの輸送に成功した。11月9日の第三次隊（早川幹夫第二水雷戦隊司令官）では駆逐艦島風、浜波、竹と共に警戒部隊を構成しマニラを出発。途中で第四次隊と合流し、駆逐艦3隻（長波、朝霜、若月）が第三次隊に編入してオルモックに向かい、初春と竹は第四次隊の駆逐艦秋霜、霞、潮などと共にマニラへ帰投した。第三次隊はオルモック湾手前で米空母艦載機に襲撃され、朝霜を残して全滅した。
初春は再び難を逃れたが、11月13日にマニラ湾で停泊中、米艦載機による大規模な空襲を受けた。至近弾で火災が発生、船体から燃料が漏洩して大火災となり、軍艦旗を降ろして総員退去となった。沈没位置は北緯14度35分 東経120度50分 / 北緯14.583度 東経120.833度座標: 北緯14度35分 東経120度50分 / 北緯14.583度 東経120.833度。当時マニラ湾にいた軽巡木曾、曙、沖波、秋霜も沈没または大破着底し、同日夜に残存した駆逐艦5隻もマニラ湾を脱出、フィリピンに残る日本の海上戦力はほぼ消失した。
初春乗員の一部は、マニラに陸上兵力として再配置された。1945年（昭和20年）1月10日、帝国駆逐艦籍から除籍された。

## 歴代艦長
※『艦長たちの軍艦史』294-295頁による。

### 艤装員長
1. 田原吉興 少佐：1933年5月1日[65] - 1933年7月1日[66]

### 艦長
1. 田原吉興 少佐：1933年7月1日[66] - 1935年10月31日[67]
2. 丸安金兎 少佐：1935年10月31日[67] - 1936年12月1日[68]
3. 吉田正義 少佐：1936年12月1日[68] - 1937年12月1日[69]
4. （兼）新谷喜一 少佐：1937年12月1日[69] - 1938年11月15日[70]
5. 前川新一郎 少佐：1938年11月15日[70] - 1939年11月20日[71]
6. （兼）浜中脩一 少佐：1939年11月20日[71] - 1940年4月24日[72]
7. 横山喜一 少佐：1940年4月24日[72] - 1940年9月27日[11]
8. 牧野担 少佐：1940年9月27日[11] - 1942年11月15日[45]
9. （兼）山名寛雄 少佐：1942年11月15日[45] - 1943年5月20日[46]
10. （兼）人見豊治 中佐：1943年5月20日[46] - 1943年9月10日[73]
11. 飛田清 少佐：1943年9月10日[73] - 1944年4月1日[74]
12. 長倉義春 少佐：1944年4月1日[74] - 1944年10月1日[49]
13. 大熊安之助 少佐：1944年10月1日[49] - 1944年11月15日[75]